# تلمبه عشایری احمد ملک‌پور
تلمبه عشایری احمد ملک‌پور یک منطقهٔ مسکونی در ایران است که در دهستان وکیل‌آباد واقع شده‌است. تلمبه عشایری احمد ملک‌پور ۲۳ نفر جمعیت دارد.